# امرسون آکونا
امرسون آکونا (انگلیسی: Emerson Acuña؛ زادهٔ ۱۶ ژوئن ۱۹۷۹) بازیکن سابق فوتبال اهل کلمبیا است که در پست مهاجم بازی می‌کرد.